# وحدة نيس الحضرية
تشير وحدة نيس الحضرية، وفقًا للمعهد الوطني للإحصاء والدراسات الاقتصادية (Insee)، إلى جميع البلديات التي تتمتع باستمرارية البناء حول مدينة نيس. تجمع هذه الوحدة الحضرية، أو التجمع السكاني بالمعنى العام، 962,697 نسمة في عام 2021 في 51 بلدية على مساحة تبلغ 743.6 كيلومتر مربع. تُعد هذه الوحدة سابع أكبر تجمع سكاني من حيث عدد السكان في فرنسا.